# Tomentellopsis pallidocitrina
Tomentellopsis pallidocitrina är en svampart som först beskrevs av M.P. Christ. & J.E.B. Larsen, och fick sitt nu gällande namn av Hjortstam 1974. Tomentellopsis pallidocitrina ingår i släktet Tomentellopsis och familjen Thelephoraceae.   Inga underarter finns listade i Catalogue of Life.